# Кошаркашка репрезентација Републике Српске
Кошаркашка репрезентација Републике Српске представља Републику Српску у међународним пријатељским утакмицама у кошарци. Њено административно тијело је кошаркашки савез Републике Српске са сједиштем у Бањој Луци.

## Утакмице
| Утакмице кошаркашке репрезентације Републике Српске | Утакмице кошаркашке репрезентације Републике Српске | Утакмице кошаркашке репрезентације Републике Српске | Утакмице кошаркашке репрезентације Републике Српске | Утакмице кошаркашке репрезентације Републике Српске |
| Датум                                               | Мјесто                                              | Домаћи тим                                          | Гостујући тим                                       | Резултат                                            |
| --------------------------------------------------- | --------------------------------------------------- | --------------------------------------------------- | --------------------------------------------------- | --------------------------------------------------- |
| 24.12.2013.                                         | Бања Лука                                           | Република Српска                                    | Србија                                              | 77 : 85                                             |
| 25.12.2012.                                         | Пале                                                | Република Српска                                    | Србија                                              | 108 : 114                                           |
| 27.12.2011.                                         | Бијељина                                            | Република Српска                                    | Србија                                              | 96 : 95                                             |
| 26.12.2010.                                         | Лакташи                                             | Република Српска                                    | Србија                                              | 83 : 86                                             |
| 28.12.2009.                                         | Фоча                                                | Република Српска                                    | Србија                                              | 70 : 77                                             |
| 28.12.2008.                                         | Теслић                                              | Република Српска                                    | Србија                                              | 90 : 81                                             |